# Ottorino Luschi
Ottorino Luschi detto Cispa (Giuncarico, 27 gennaio 1887 – 4 settembre 1970) è stato un fantino italiano.
Padre dei fantini Mario Luschi detto Ciaba e Vieri Luschi detto Cittino (vincitore a Siena nel 1931), disputò il Palio di Siena per diciannove volte, vincendo in sei occasioni. Realizzò il suo personale cappotto nel 1922, avendo vinto sia il Palio di Provenzano (2 luglio) sia quello dell'Assunta (16 agosto).
Dopo Luigi Bruschelli detto Trecciolino, detiene il record di vittorie con lo stesso cavallo: ha vinto infatti tre volte su Fanfara (Trecciolino vanta quattro vittorie con Berio). Alla pari con lui è Andrea Degortes detto Aceto, il quale ha vinto tre volte su Panezio.

## Carriera
Arrivato a Siena nel 1914, debuttò nel Palio di luglio con i colori della Tartuca, dopo aver ben figurato nelle batterie della tratta. Nonostante fosse molto legato proprio alla Tartuca, in agosto passò alla Lupa; partito in testa, iniziò  subito un lungo scambio di nerbate con Angelo Meloni detto Picino dell'Oca, da cui trasse beneficio proprio il tartuchino Aldo Mantovani detto Bubbolo, che vinse il suo secondo Palio.
Tornato in Piazza dopo la pausa per la prima guerra mondiale, Cispa fu protagonista inatteso del Palio del 2 luglio 1919. I favoriti erano Picino della Chiocciola e Nappa dell'Aquila, tra i quali esisteva una forte rivalità anche per questioni di donne. I due confermarono le attese e partirono subito in testa, ostacolandosi già alla priva curva del Casato; nello scontro fu coinvolto anche Edoardo Furi detto Randellone, fantino della Torre. In testa passò allora la Selva, poi la Lupa e infine il Leocorno con Cispa su Giacca, che vinse sorprendentemente il Palio.
Dopo la vittoria, iniziò per Cispa un periodo di crisi. Nei due Palii dello stesso anno (vi fu un Palio straordinario il 17 agosto) Cispa deluse le attese, pur montando ancora una volta Giacca e Stellina, cavalli già vincitori del Palio. Nel luglio 1920 (nell'Istrice) cadde da cavallo, riuscì a rimontare, ma erano ormai vanificate le proprie speranze di vittoria. Nulla in quel periodo lasciava presagire che Ottorino Luschi detto Cispa sarebbe diventato il dominatore del Palio di Siena degli anni venti.
La svolta arrivò nel 1922, quando in Piazza debuttò Fanfara, baia oscura di Oreste Fiaschi. Cispa la montò e vinse nel Valdimontone; riuscì a bissare la vittoria in agosto con la stessa accoppiata, stavolta nel Bruco. Un aneddoto racconta che un brucaiolo era talmente infuriato per la vittoria troppo sofferta, che rimproverò il fantino di non aver vinto nettamente nonostante il miglior cavallo.
L'accoppiata Cispa-Fanfara si formò per la terza volta di fila nel luglio 1923, sotto i colori della Civetta (contrada all'epoca "nonna"). Nonostante i favori del pronostico, e l'ingente somma di denaro a disposizione della contrada, a vincere fu Angelo Serio detto Pirulino nella Lupa. Dopo un Palio di assenza dalla Piazza, Fanfara fu montata ancora da Cispa nel Nicchio: i due dominarono il Palio del 2 luglio 1924, vincendo insieme per la terza volta (la quarta per il fantino).
Negli anni successivi Ottorino Luschi strinse un legame forte con la Chiocciola, capitanata dal marchese Leone de Groleè Virville. Nell'agosto 1925 Cispa montò il barbero Fiorello: vinse per la quinta volta il Palio di Siena, riuscendo ad avere la meglio sul favorito Edoardo Furi detto Randellone dell'Onda. Corse ancora per la Contrada di San Marco nel luglio 1926, senza centrare però la vittoria.
La vittoria arrivò nuovamente il 16 agosto, ancora nella Chiocciola. Quella che si prospettava come una corsa di ostacolo verso la Tartuca divenne una corsa di rimonta proprio nei confronti della contrada rivale, passata in testa dopo la prima curva del Casato. Cispa spinse al massimo Margiacchina, raggiunse il fantino tartuchino Ferruccio Funghi detto Porcino e iniziò un lungo scambio di nerbate che favorì la propria vittoria. Il fantino fu ricompensato lautamente dal marchese De Groleè: ebbe infatti in dono un terreno, una casa e la notevole cifra di 118.000 lire.
Ottorino Luschi corse altre tre volte il Palio, sempre montando Margiacchina, senza riuscire a ripetersi. La fine della carriera in Piazza del Campo è datata 2 luglio 1928. In quel Palio la maggior parte dei fantini, Cispa incluso, erano stati ben remunerati per rimanere al servizio di Angelo Meloni detto Picino, fantino dell'Oca. Cispa si preoccupò esclusivamente di ostacolare Titino della Torre, favorendo così il successo dell'Oca. Al rientro in contrada fu accolto in malo modo dai chiocciolini: venne schiaffeggiato non solo dai contradaioli, ma anche dallo stesso marchese De Groleè. Venne inoltre squalificato per due Palii in seguito alla condotta tenuta alla mossa: decise così di ritirarsi, dopo 6 vittorie in 19 Palii corsi.

## Presenze al Palio di Siena
Le vittorie sono evidenziate ed indicate in neretto.
| Palio          | Contrada     | Cavallo               | Note   |
| -------------- | ------------ | --------------------- | ------ |
| 2 luglio 1914  | Tartuca      | Grigio di A. Rosi     |        |
| 16 agosto 1914 | Lupa         | Morello di Fradiacono |        |
| 16 agosto 1914 | Bruco        | Giacca                |        |
| 17 agosto 1914 | Drago        | Stellina              |        |
| 2 luglio 1919  | Leocorno     | Giacca                |        |
| 2 luglio 1920  | Istrice      | Sauro di A. Mariani   |        |
| 2 luglio 1921  | Lupa         | Sauro di B. Pepi      |        |
| 2 luglio 1922  | Valdimontone | Fanfara               |        |
| 16 agosto 1922 | Bruco        | Fanfara               |        |
| 2 luglio 1923  | Civetta      | Fanfara               |        |
| 16 agosto 1923 | Onda         | Baio di G. Venturini  |        |
| 2 luglio 1924  | Nicchio      | Fanfara               |        |
| 2 luglio 1925  | Aquila       | Baio di S. Grandi     |        |
| 16 agosto 1925 | Chiocciola   | Fiorello              |        |
| 2 luglio 1926  | Chiocciola   | Sauro di L. Franci    |        |
| 16 agosto 1926 | Chiocciola   | Margiacchina          |        |
| 2 luglio 1927  | Giraffa      | Margiacchina          | scosso |
| 16 agosto 1927 | Giraffa      | Margiacchina          |        |
| 2 luglio 1928  | Chiocciola   | Margiacchina          |        |